# Communauté de communes de la Vallée de l’Ance
Die Communauté de communes de la Vallée de l’Ance ist ein ehemaliger französischer Gemeindeverband mit der Rechtsform einer Communauté de communes im Département Puy-de-Dôme in der Region Auvergne-Rhône-Alpes. Sie wurde am 13. Dezember 1999 gegründet und umfasste zehn Gemeinden. Der Verwaltungssitz befand sich im Ort Saillant.

## Historische Entwicklung
Mit Wirkung vom 1. Januar 2017 fusionierte der Gemeindeverband mit  
- Communauté de communes de Livradois Porte d’Auvergne,
- Communauté de communes du Pays d’Ambert,
- Communauté de communes du Pays d’Arlanc,
- Communauté de communes du Pays de Cunlhat,
- Communauté de communes du Pays d’Olliergues sowie
- Communauté de communes du Haut Livradois

und bildete so die Nachfolgeorganisation Communauté de communes Ambert Livradois Forez.

## Ehemalige Mitgliedsgemeinden
1. Baffie
2. La Chaulme
3. Églisolles
4. Medeyrolles
5. Saillant
6. Saint-Anthème
7. Saint-Clément-de-Valorgue
8. Saint-Romain
9. Sauvessanges
10. Viverols